# مایژاریلغان
مایژاریلغان (قزاقی: Майжарылған) یک رشته کوه در کشور قزاقستان است.